# New Wet Kojak
New Wet Kojak – zespół założony w 1995 roku w Nowym Jorku przez muzyków Girls Against Boys, Scotta McClouda i Johnny'ego Temple. W skład zespołu weszli ponadto Geoff Turner (wcześniej w Grey Matter), Nick Pelleciotto (wcześniej w Edsel) i Charles Bennington oraz Nathan Larson (Shudder To Think). Debiutancki album grupy ukazał się w Touch & Go Records

## Dyskografia
- New Wet Kojak Touch & Go Records 1995
- International Nasty Touch & Go Records 1997
- Do Things Beggars Banquet 2000
- This Is the Glamorous Beggars Banquet 2003